# Gunnisonwaaierhoen
Het gunnisonwaaierhoen (Centrocercus minimus) is een vogel uit de familie fazantachtigen (Phasianidae). Dit hoen is in 2000 afgesplitst van het (gewone) waaierhoen (C. urophasianus) en als nieuwe soort voor het eerst geldig gepubliceerd op grond van moleculair genetisch onderzoek.

## Kenmerken
Dit hoen lijkt sterk op het gewone waaierhoen (C. urophasianus) maar is kleiner. Het gunnisonwaaierhoen  is 44 tot 51 cm lang terwijl het gewone waaierhoen 66 tot 76 cm lang is. Verder is de staart lichter, heeft het mannetje meer zwarte sierveren en meer zwart op de buik en is de gele wenkbrauwvlek smaller.

## Voorkomen en leefgebied
De soort komt voor in de counties Gunnison en Saguache in  Colorado en in het zuidoosten van Utah. De populatie heeft vroeger een groter verspreidingsgebied gehad in de aangrenzende staten zoals Arizona. Het verspreidingsgebied in nu minder dan 500 km². Het leefgebied is een hoogvlakte (2300 m boven de zeespiegel) met vegetaties van Artemisia-soorten die belangrijk zijn voor zowel schuilgelegenheid als voedselplant.

## Status
Omdat het verspreidingsgebied relatief klein is, bestaat er gevaar voor uitsterven. De grootte van de populatie werd in 2005 geschat op 1700 volwassen individuen en dit aantal gaat nog steeds in aantal achteruit. Het gunnisonwaaierhoen stelt hoge eisen aan het leefgebied. Dit habitat wordt bedreigd door versnippering veroorzaakt door de aanleg van wegen, elektriciteitsleidingen, waterreservoirs en woningbouw. Verder zijn er veranderingen in de landbouw (intensivering) en het wildbeheer (meer herten) die schadelijk zijn voor dit hoen. Om deze redenen staat het gunnisonwaaierhoen als bedreigd op de Rode Lijst van de IUCN.